# 气候危机
气候危机是描述全球变暖和气候变化及其影响的术语。该术语常用于形容全球暖化对地球的威胁，并呼吁各方采取大幅度的措施以减缓气候变化。如在学术期刊《生物科学杂志》中的一篇文章，超过11,000名科学家指“气候危机已到来”，并认为各国需要实施大幅度的举措来保护生物圈，以避免全球人民因气候危机而受到严重的影响。
有部分人士则认为该术语能向人们传达全球变暖的严重性，并能激起各国领袖解决气候变化的政治决心。他们认为“全球暖化”这术语比“气候变化”更能激起人们的情感及对气候行动的支持，所以将气候变化成为“气候危机”能带来更强大的影响。
一项研究显示该术语的确激起强烈的情感反应并传达急迫性及危机感，但也有研究警告该反应可能会导致适得其反的效果并导致人们对该术语产生抗拒。

## 科学依据
虽然强烈的字眼已长期被用于倡议、政治及媒体，但科学家传统上仍然在字眼的运用上保持谨慎。但是，在一篇于2020年1月发布在《生物科学杂志》的文章里，超过11,000名科学家认同将全球变暖称为“气候紧急状态”或“气候危机”。他们认为大幅度的举措需要被实施以保护生物圈，并列出几项“令人感到不安的迹象”如树覆盖损失、化石燃料使用及二氧化碳排放量的持续增长，和与此同时愈加严重的气候影响如温度上升、冰川融化及极端气候。
2019年11月，一篇在《自然》期刊发表的文章从气候系统临界点的变化总结出我们已经处于“地球紧急状态”，并指“紧急状态”源自于“风险”及“紧迫性”。该文章还把这两个原因标签为“急性”。该文章还引用IPCC近期的特别报告（2018，2019）。该报告指每一个临界点都可能因全球温度上升1–2 °C（现今全球温度已上升~1 °C）而被冲破，进而导致更严重的全球暖化。

## 定义
在气候变化的背景下，悉尼科技大学博士比埃尔·慕克比尔（Pierre Mukheibir）将“危机”定义为“一个重要或决定性的一点或一个会造成临界点冲破的情况”，并将造成“前所未见的后果”。另一个定义则将该术语与“全球暖化”及“气候变迁”区分，并将“气候危机”定义为“多个因气候变化造成的负面影响或将对地球造成威胁，尤其是当这些影响会对人类有直接的影响”。

## 使用

### 过去
前美国副总统阿尔·戈尔自1980年代起便使用“危机”这字眼。该术语是由成立于2004年的“气候危机联盟”（Climate Change Coalition）正式化。华盛顿大学法学院于1990年发布的报告里多次提到 “危机”这术语" 。

### 近年

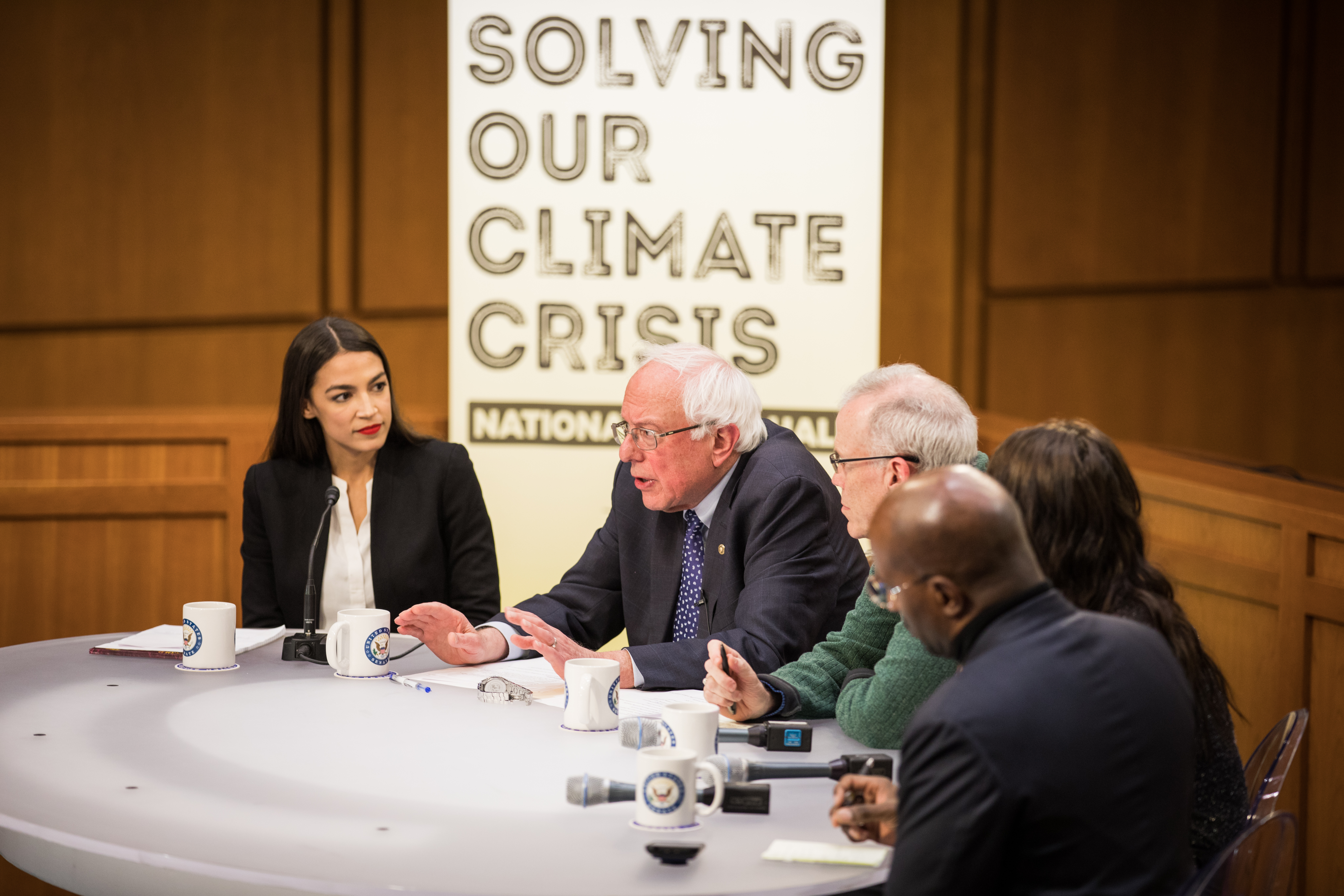
美国众议员亚历山德里娅·奥卡西奥-科尔特斯及美国参议员伯尼·桑德斯在于2018年12月举办的“解决我们的气候危机，一个全国市民大会”（Solving Our Climate Crisis, A Town Hall Meeting）

2010年代末，这术语已成为一个很关键的环境保护主义者用语，并被绿色新政、《卫报》、格蕾塔·通贝里及美国民主党候选人如贺锦丽使用。与此同时，该术语的使用在一系列的科学警告与社运分子的使用下变得更普遍。
2018末，美国众议院成立了气候危机常设委员会。《大西洋》记者指该委员会的名称突显了过去10年美国能源政治所发生的变化。该委员会前身为能源独立及全球暖化常设委员会（成立于2007年），惟与2011年被共和党控制的众议院废除。

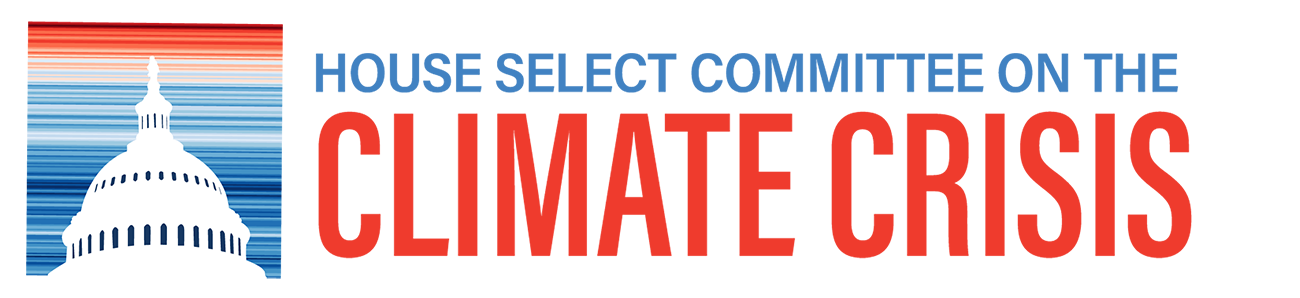
美国气候危机常设委员会标志

公共人民（Public Citizen）于2018年指在美国前50间报社里，少过10%的新闻文章使用“危机”或“紧急情况”的字眼。2019年，一项名为“称它为气候危机”（Call it a Climate Crisis）的运动鼓励各个主要媒体使用该术语，并指在2018年里，只有3.5%的全国电视新闻播报节目将气候变化称为一项危机或紧急状态 (50/1400)。该数目则于2019年首四个月增加三倍至150间电视台。
2019年，各方开始改变他们形容气候变化时所使用的字眼了：联合国秘书长在气候行动峰会的致辞时使用了更强的语言；多个组织如绿色和平呼吁各新闻组织改变他们报道气候变化的方式；更有抗议者到《纽约时报》总部外要求该报社在其报道中使用“气候危机”的字眼。
续联合国秘书长安东尼奥·古特雷斯开始使用“气候危机”的字眼，《卫报》于2019年5月17日更改了其报道指南，并要求其记者使用“气候紧急状态、危机或崩溃”（climate emergency, crisis or breakdown）及“全球变热”（global heating）的字眼。该报总编凯瑟琳·维纳（Katharine Viner）说：“我们要确保使用从科学角度上来说准确的用词，同时能清楚地和读者传达环境问题的重要性。比如，‘气候变化’这个说法听起来很被动，太过温和，而科学家在谈论的其实是人类的灾难”。《卫报》也成为“现在开始报道气候”（Covering Climate Now），一项由《哥伦比亚新闻评论》及《国家》于2018年创始的倡议的首要伙伴。
2019年6月，西班牙新闻组织埃菲通讯社表示他们将开始使用crisis climática（气候危机）这字眼。《格里斯特》杂志记者凯特·约德（Kate Yoder）指“该字眼到处都开始出现”。2019年11月，《印度斯坦时报》也开始使用“气候危机”的字眼了，并指“气候变化”这字眼无法准确的反映出人类所面临的生存危机的巨大性 。与此同时，波兰报社《选举报》也开始使用该字眼，其环境栏栏目主编指气候变化是该报报道过最重要的课题之一。
2019年6月，加拿大广播公司更新了他们的报道指南，并指“气候危机”和“气候紧急状态”这两个词汇在某些情况下可以被当成“气候变化”的同义词使用，可这两个词汇并不是最好的选择。例如“气候危机”这字眼可能在一些政治报道中带有倡议的语气。新闻博士肖恩·霍尔曼（Sean Holman）在评价该举措时指记者现今在报道气候新闻时左右为难，一方面要无偏见地报道事实，可一方面又要考虑到一部分的社会不相信事实并认为依据事实的报道是有偏见的报道。
2019年6月, 70名气候社运分子因在《纽约时报》总部外抗议而被捕。他们要求该报 使用“气候危机”或“气候紧急状态”的字眼。该抗议行动也间接性地使纽约市政厅宣布进入气候紧急状态。
2019年5月,阿尔·戈尔的气候现实计划（2011-）支持一项公开请愿要求各新闻组织用“气候危机”来替代“气候变化”或“全球暖化”的字眼，并指“大众是时候停止使用这两个词汇了”
。与此同时，塞拉俱乐部、日出运动、绿色和平等气候及进步派组织共同支持公共人民于2019年6月6日发布的公开信呼吁各媒体将气候变化及人们不行动的情况称为一个危机，并用报道危机的方式来报道它。
2019年11月，牛津词典把“气候危机”（Climate crisis）和“气候紧急状态”（Climate emergency）列入2019年度词汇候选名单内，而“气候紧急状态” 则当选该年的年度词汇。
2021年，芬兰报社《赫尔辛基日报》推介了一款名为“气候危机”的免费可变字体。该字体有8个与北冰洋海冰减少对应的字重，通过视觉突显出海冰近几十年的变化。该报社的艺术总监指该字体拥有环境保护主义的美感，同时也是一个数据可视化的图表。
于2021年更新的《全球科学家对人类的警告》文章中，科学家指愈多的证据显示气候系统的临界点已接近或已被冲破，而已有1990地区宣布进入气候紧急状态。该文章也指气候危机的最新情况需要频繁地公开给大众，而各国政府也应实施绿色复苏Green recovery计划和跨政治的、从根本原因下手的系统性改变。

## 替代术语

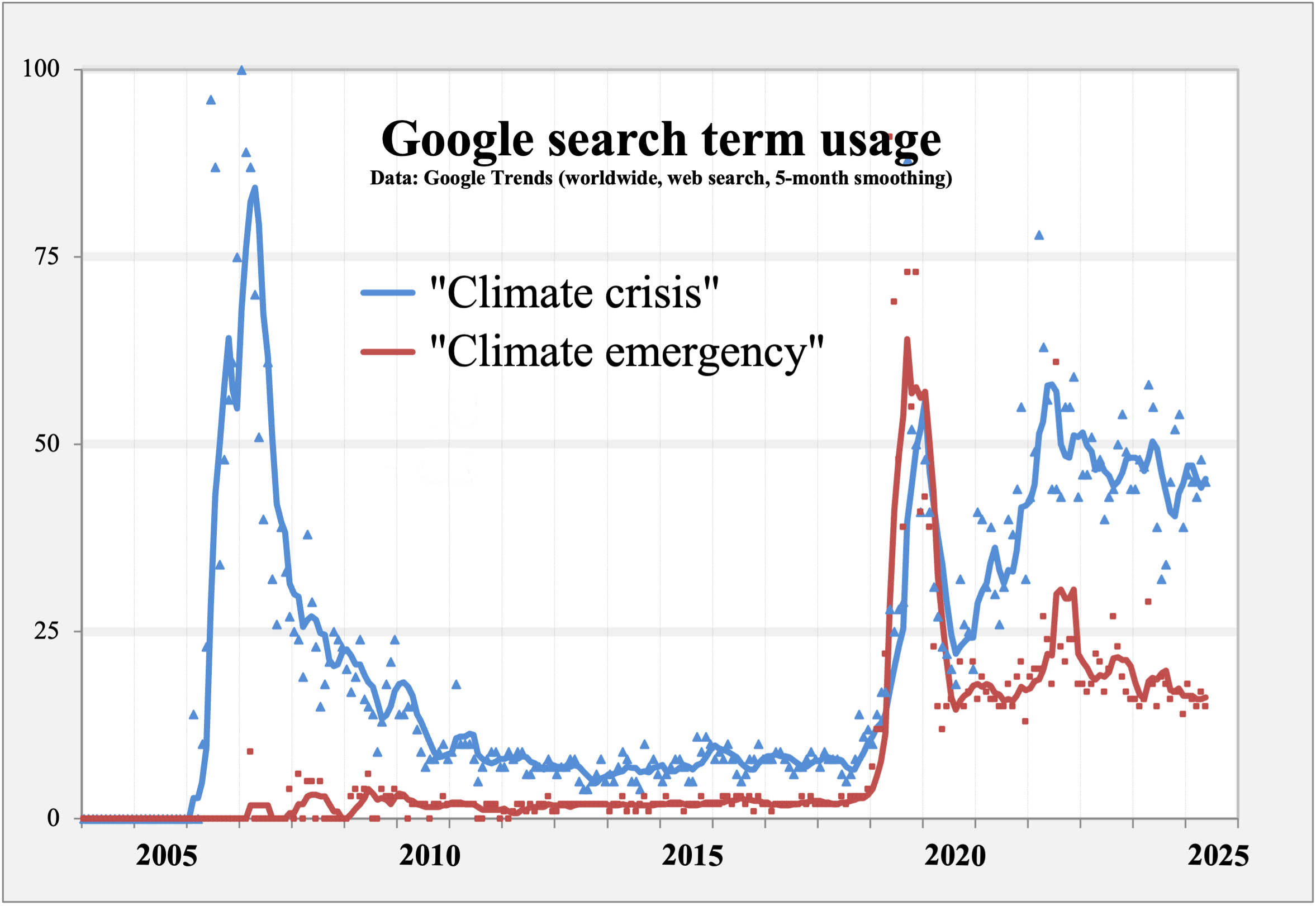
Google搜寻趋势资料显示续阿尔·戈尔的纪录片《难以忽视的真相》于2006年上映后，关于“气候危机”的搜索量剧增，搜索量也于2018年末重新上升。以上的图标也显示“气候紧急状态”的搜索量（见氣候緊急狀態宣言）。

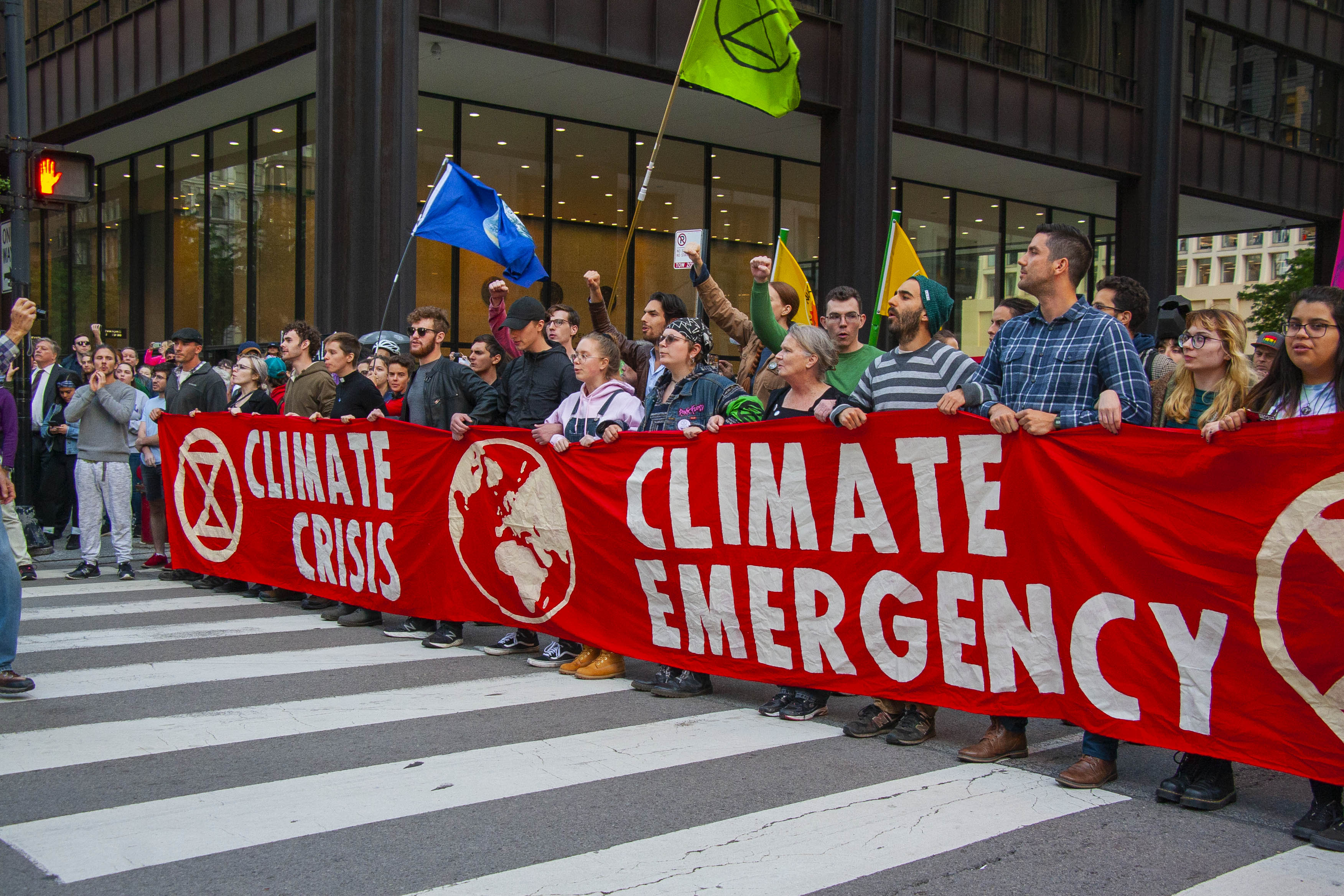
“Climate crisis”和“Climate emergency”被共同使用的例子

研究显示一个现象的命名会对大众对该现象的看法有巨大的影响，并会影响大众的反应。气候变化所带来的影响也被称为：
- “气候灾浩劫”（climate catastrophe）[37][38])
- “影响地球的威胁”（threats that impact the earth）[39]
- “气候崩溃”（climate breakdown）[40]
- “气候混乱”（climate chaos）[41][42][21]
- “气候废墟”（climate ruin）[42]
- “全球变热”（global heating）[43]
- “气候紧急状态”（climate emergency）[5][44][45][3][22]
- “生态崩溃”（ecological breakdown）、“生态危机”（ecological crisis）及“生态紧急状态”（ecological emergency）[46]
- “全球崩溃”（global meltdown）、“烧焦的地球”（Scorched Earth）、“大崩溃”（The Great Collapse）及“惊天动地”（Earthshattering）[21]
- “气候灾难”（climate disaster）及“气候末日” （climate apocalypse）[47]

其他被使用的词汇包括“全球变暖“、“气候变化”、“气候扰乱”（climatic disruption）、“大自然毁灭”（environmental destruction）、“天气不稳定”（weather destabilization）及“大自然崩溃”（environmental collapse）。

## 效果
2019年9月，彭博社记者艾玛·维克斯（Emma Vickers）指该术语的使用可能正在显示结果，并引用一项由《华盛顿邮报》与凯泽家族基金会于2019年进行的民调显示38%的美国成人将气候变化当成一项危机，而也有38%的受访者把它当成一个“主要的问题但不是一个危机”。5年前，仅有23%的美国成人将气候变化成为一项危机。反之，该术语在许多不具法律约束的气候紧急状态宣言的使用中并不能有效地使政府采取行动（截至2019年9月）。

### 顾虑
一些专家认为该术语的使用可能会带来负面的影响。他们认为该举可能会使其他重要的社会问题被忽视，并导致社运分子之间互相竞争，而不是共同合作解决问题。该术语的使用也将使政府采取一些措施，惟源自大众的改变比源自政府的改变更长久，而政府的决定也可能被视为是“强加给人民”的举措，而持有不同意见的人士也可能会被忽略。此外，该举动也可能会使人们不相信气候变化（因缺乏直接、严重的后果）、感到沮丧及无奈（因认为这危机太过庞大及难以解决），甚至向该问题退缩，而不是正面它并采取行动。
与此同时，澳洲气候传播专家大卫·福尔摩斯（David Holmes）认为该举动会导致“危机疲劳”，并警告若政府没采取实际的行动，人们可能会因此而认为没必要将气候变化视为一项危机。
其他专家则认为“使用不同的字眼是否会促成更持续和有建设性的交流”是一个很复杂的问题，而他们大多数都认为字眼的改变不会带来太大的效果。心理学家则指人类对危机的反应（战斗或逃跑反应）在这个情况下不会提升人们的应变能力。剑桥社会决策实验室主任桑德·凡·德·林登也同意恐惧会麻痹情感，并偏向使用“气候危机”的字眼，因为该字眼能表达出危机感和积极感，而不是绝望感因为“人们知道危机可以被预防及化解”。
气候科学家凯瑟琳·海霍在2019年初警告该术语的使用只会对那些关注气候变化，但采取行动上犹豫不决的人士有效。她也指该举对那些认为气候社运分子紧张过度的人士无效，还会进一步地巩固他们原先的错误看法。
2019年6月，加拿大广播公司在他们更新后的报道指南指该术语在一些政治新闻中带有倡议的语气。
两名德国记者也警告“危机”的字眼可能使人们误解气候变化是一个原本就存在的、时有时无且会自然改善的危机，或是一个暂时性的情况，惟人们是不可能再回到过去原本的生活。

### 心理学及社会学研究
一项2013年的研究调查了224名多数为大学生的参与者在阅读几篇文章后的反应，发现“气候危机”的字眼最能使读者产生抗拒的情绪，并使他们不相信或不关心该文章的内容。他们认为这是因为文章中夸张的字眼的使用，并建议使用其他字眼，尤其是在与抱有怀疑心态的群体沟通。
2019年初一间广告质询公司神经学研究使用脑电图和皮电反应技术调查了120名民主党人、共和党人及独立人士对“气候危机”、“全球暖化”及“气候变化”等字眼的反应。该研究发现民主党人对“气候危机”的反应比对“气候变化”的反应高出60%，而共和党人对“气候危机”的反应更是比对“气候变化”多出3倍。
该研究指“气候危机”这字眼最能跨政党地激起人们的反应。该研究也指人们对该字眼的反应比对更中和的字眼如“全球暖化”和“气候变化”更激烈，并给读者带来紧迫感，但读者并不会因拥有过度的反应而导致认知失调，进而使人们持有相反的意见。但该公司的总裁也警告过度激烈的字眼可能会带来反面的效果，如“环境毁灭”（Climate disruption）很可能会被视为危言耸听，甚至带有怪罪他人的意思，进而导致人们产生抗拒或反对的情绪。

## 延伸阅读
- Feldman, Lauren; Hart, P. Sol. . 气候变化. 2021-11-16, 169 (10)  [2022-04-19]. doi:10.1007/s10584-021-03219-5. （原始内容存档于2022-05-04）.
- Hall, Aaron. . 广告时代. 2019-11-27. （原始内容存档于2019-12-21）.（广告界角度）
- Hertsgaard, Mark. . 哥伦比亚新闻评论（英语：Columbia Journalism Review）. 2019-08-28. （原始内容存档于2019-09-22）.
- . 自然. 2019-09-15. （原始内容存档于2019-09-22）. 《自然》期刊加入“现在开始报道气候”（Covering Climate Now）。
- Visram, Talib. . 快公司. 2021-12-06. （原始内容存档于2021-12-06）.
- Zillman, John W. . 世界气象组织. 2009. （原始内容存档于2019-08-16）. Vol. 58 (3).